# Deutscher Filmpreis 2014

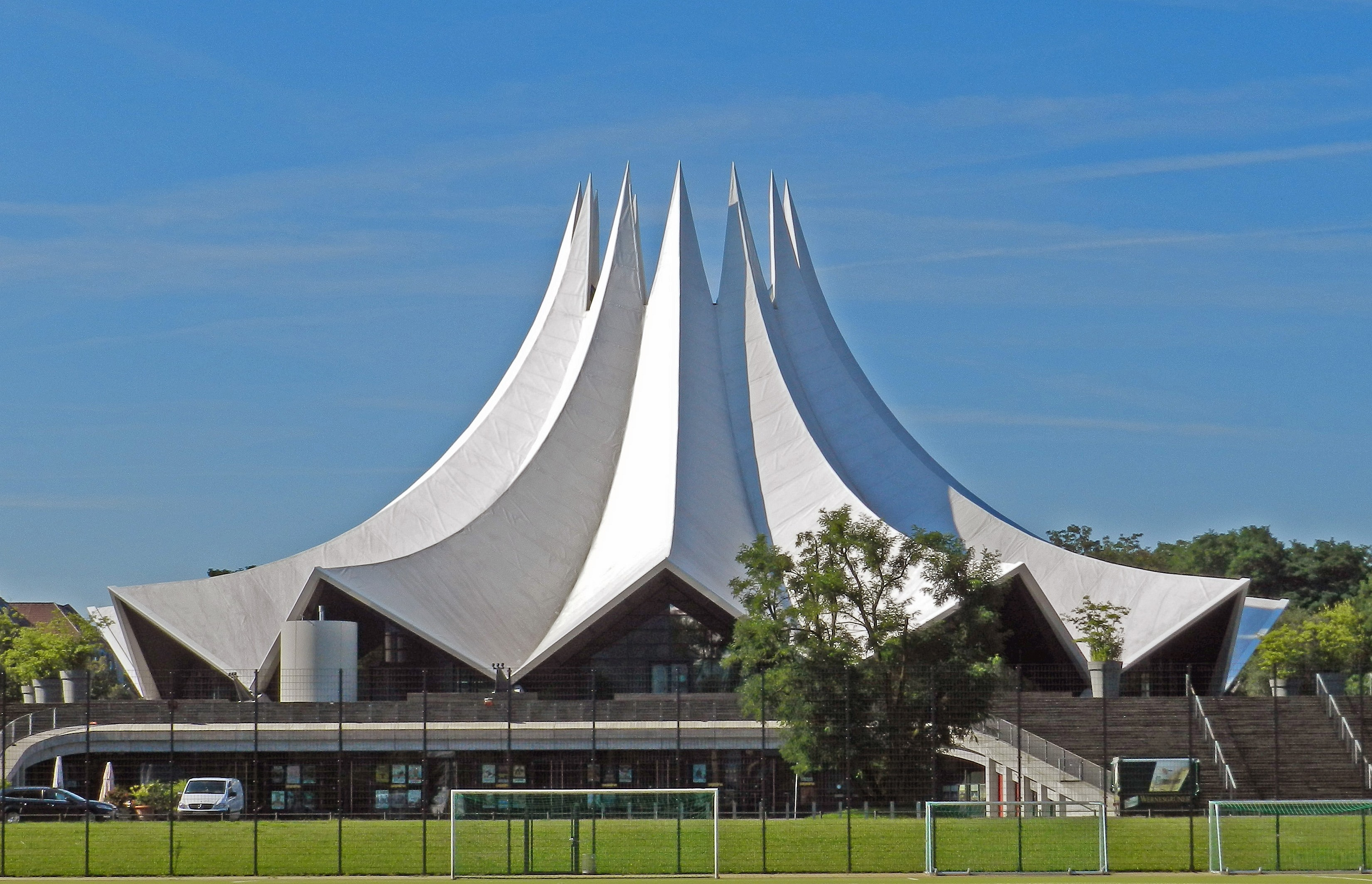
Das Berliner Tempodrom, Veranstaltungsort des Deutschen Filmpreises 2014

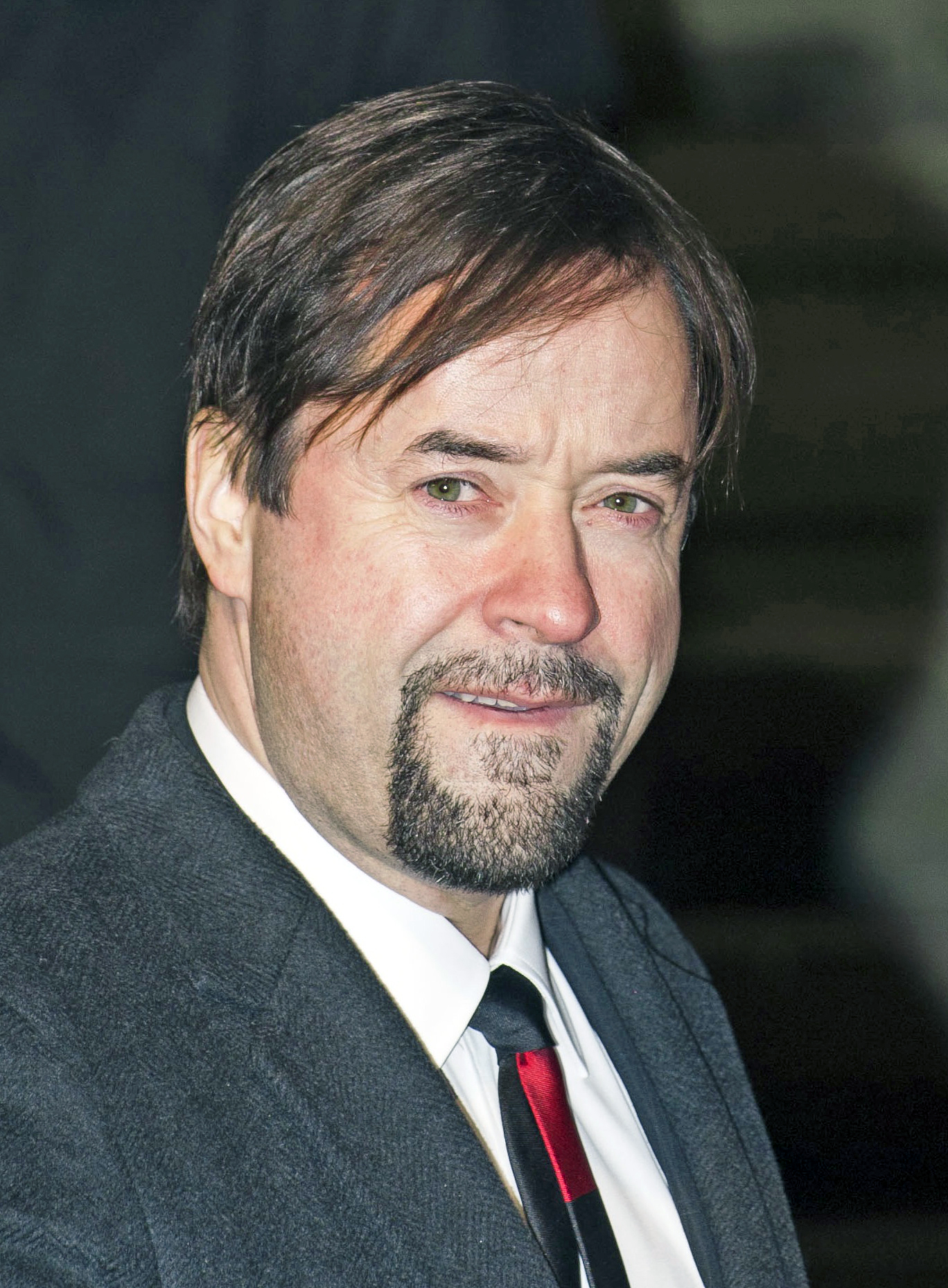
Jan Josef Liefers moderierte die Verleihung

Die 64. Verleihung des Deutschen Filmpreises Lola fand am 9. Mai 2014 statt. Der Deutsche Filmpreis ist mit 2,955 Millionen Euro die höchstdotierte Kulturauszeichnung Deutschlands und wird von der 2003 gegründeten Deutschen Filmakademie in bis zu 18 Kategorien vergeben. Die Gala-Verleihung fand im Berliner Tempodrom statt und wird vom Fernsehsender Das Erste zeitversetzt ab 22:45 Uhr ausgestrahlt. Als künstlerischer Leiter agierten der Filmakademie-Vorstand und Produzent Sven Burgemeister sowie Filmakademie-Mitglied und Regisseur Tobi Baumann. Moderiert wurde die Gala-Verleihung von Jan Josef Liefers.

## Dotierung
| Kategorie(n)     | Preisträger                                                                                                  | Nominierungen   |
| ---------------- | --- | --------------- |
| Spielfilm        | 1× Filmpreis in Gold à 500.000 EUR 1× Filmpreis in Silber à 425.000 EUR 1× Filmpreis in Bronze à 375.000 EUR | 6 à 250.000 EUR |
| Kinderfilm       | 1× Filmpreis in Gold à 250.000 EUR                                                                           | 3 à 83.300 EUR  |
| Dokumentarfilm   | 1× Filmpreis in Gold à 200.000 EUR                                                                           | 3 à 100.000 EUR |
| Einzelleistungen | je 1× Filmpreis in Gold à 10.000 EUR                                                                         | –               |
| Ehrenpreis       | undotiert | –               |

## Preisträger und Nominierungen

### Bester programmfüllender Spielfilm
präsentiert von Iris Berben und Monika Grütters
| Auszeichnung        | Filmtitel                                   | Produktion                                           | Regie             |
| ------------------- | ------------------------------------------- | ---------------------------------------------------- | ----------------- |
| Filmpreis in Gold   | Die andere Heimat – Chronik einer Sehnsucht | Christian Reitz                                      | Edgar Reitz       |
| Filmpreis in Silber | Das finstere Tal                            | Helmut Grasser und Stefan Arndt                      | Andreas Prochaska |
| Filmpreis in Bronze | Zwei Leben                                  | Dieter Zeppenfeld, Rudi Teichmann und Axel Helgeland | Georg Maas        |

Außerdem nominiert:
- Fack ju Göhte – Produktion: Lena Schömann und Christian Becker, Regie: Bora Dagtekin
- Finsterworld – Produktion: Tobias Walker und Philipp Worm, Regie: Frauke Finsterwalder
- Love Steaks – Produktion: Ines Schiller und Golo Schultz, Regie: Jakob Lass

### Bester programmfüllender Dokumentarfilm
präsentiert von Thomas Kufus
Beltracchi – Die Kunst der Fälschung – Produktion: Arne Birkenstock, Helmut G. Weber und Thomas Springer, Regie: Arne Birkenstock
- Alphabet – Produktion: Mathias Forberg, Peter Rommel und Viktoria Salcher, Regie: Erwin Wagenhofer
- Master of the Universe – Produktion: Marc Bauder, Markus Glaser und Wolfgang Widerhofer, Regie: Marc Bauder

### Bester programmfüllender Kinderfilm
präsentiert von Charly Hübner und Milan Peschel
Ostwind – Produktion: Ewa Karlström und Andreas Ulmke, Regie: Katja von Garnier
- Bibi & Tina – Produktion: Christoph Daniel, Marc Schmidheiny, Detlev Buck und Sonja Schmitt, Regie: Detlev Buck
- Sputnik – Produktion: Marcel Lenz, Guido Schwab, Dorothe Beinemeier, Leontine Petit und Joost de Vries, Regie: Markus Dietrich

### Beste Regie
präsentiert von Feo Aladag
Edgar Reitz – Die andere Heimat – Chronik einer Sehnsucht
- Katrin Gebbe – Tore tanzt
- Andreas Prochaska – Das finstere Tal

### Bestes Drehbuch
präsentiert von Uschi Glas, Michael Maertens und Barbara Philipp
Edgar Reitz und Gert Heidenreich – Die andere Heimat – Chronik einer Sehnsucht
- Bora Dagtekin – Fack ju Göhte
- Frauke Finsterwalder und Christian Kracht – Finsterworld

### Beste darstellerische Leistung – weibliche Hauptrolle
präsentiert von Karoline Herfurth und Jan Josef Liefers
Jördis Triebel – Westen
- Carla Juri – Feuchtgebiete
- Juliane Köhler – Zwei Leben

### Beste darstellerische Leistung – männliche Hauptrolle
präsentiert von Karoline Herfurth und Jan Josef Liefers
Dieter Hallervorden – Sein letztes Rennen
- Sascha Alexander Geršak – 5 Jahre Leben
- Hanno Koffler – Freier Fall

### Beste darstellerische Leistung – weibliche Nebenrolle
präsentiert von Hannah Herzsprung und Wotan Wilke Möhring
Sandra Hüller – Finsterworld
- Jella Haase – Fack ju Göhte
- Katja Riemann – Fack ju Göhte

### Beste darstellerische Leistung – männliche Nebenrolle
präsentiert von Hannah Herzsprung und Wotan Wilke Möhring
Tobias Moretti – Das finstere Tal
- Michael Maertens – Finsterworld
- Kida Khodr Ramadan – Ummah – Unter Freunden

### Beste Kamera/Bildgestaltung
präsentiert von Sibel Kekilli
Thomas W. Kiennast – Das finstere Tal
- Michael Bertl – Mr. Morgans letzte Liebe
- Hagen Bogdanski – Der Medicus
- Daniel Gottschalk – Lauf Junge lauf
- Gernot Roll – Die andere Heimat – Chronik einer Sehnsucht

### Bester Schnitt
präsentiert von Christoph Maria Herbst
Hansjörg Weißbrich – Zwei Leben
- Anne Fabini – Houston
- Andreas Wodraschke – Feuchtgebiete

### Bestes Szenenbild
präsentiert von Heike Makatsch, Fahri Yardım und Götz Otto
Claus Rudolf Amler – Das finstere Tal
- Toni Gerg und Hucky Hornberger – Die andere Heimat – Chronik einer Sehnsucht
- Udo Kramer – Der Medicus
- Matthias Müsse – Lauf Junge lauf

### Bestes Kostümbild
präsentiert von Heike Makatsch, Fahri Yardım und Götz Otto
Natascha Curtius-Noss – Das finstere Tal
- Esther Amuser – Die andere Heimat – Chronik einer Sehnsucht
- Thomas Oláh – Der Medicus

### Bestes Maskenbild
präsentiert von Heike Makatsch, Fahri Yardım und Götz Otto
Helene Lang und Roman Braunhofer – Das finstere Tal
- Kitty Kratschke und Juliane Hübner – Lauf Junge lauf
- Heike Merker – Der Medicus

### Beste Filmmusik
präsentiert von Christoph Maria Herbst
Matthias Weber – Das finstere Tal
- Annette Focks – Ostwind
- Johannes Lehniger und Peter Folk – Tore tanzt
- Michaela Melián – Finsterworld

### Beste Tongestaltung
präsentiert von Christoph Maria Herbst
Dietmar Zuson, Christof Ebhardt und Tschangis Chahrokh – Das finstere Tal
- Michael Kranz, Stefan Busch und Roland Winke – 3096 Tage
- Guido Zettier, Max Thomas Meindl und Benjamin Rosenkind – Der Medicus

### Ehrenpreis für herausragende Verdienste um den deutschen Film
präsentiert von Michael „Bully“ Herbig
Helmut Dietl

### Bernd Eichinger Preis
präsentiert von Roland Emmerich
Gerhard Meixner und Roman Paul (Razor Film)

### Besucherstärkster Film
präsentiert von Bruno Ganz
Fack ju Göhte – Produktion: Lena Schömann und Christian Becker, Regie: Bora Dagtekin